# Eleutherodactylus albolabris
Espèce
Synonymes
- Tomodactylus albolabris Taylor, 1943
- Eleutherodactylus dixoni Lynch, 1991

Statut de conservation UICN

 CR B1ab(iii)+2ab(iii) : 
En danger critique
Eleutherodactylus albolabris est une espèce d'amphibiens de la famille des Eleutherodactylidae. 

## Répartition
Cette espèce est endémique dans l'État de Guerrero au Mexique. Elle se rencontre vers Agua de Obispo.

## Description
Le mâle holotype mesure 23,8 mm.

## Taxinomie
Cette espèce est appelée soit Eleutherodactylus albolabris soit Eleutherodactylus dixoni selon les auteurs.

## Publications originales
- Taylor, 1943 : Herpetological novelties from Mexico. University of Kansas Science Bulletin, vol. 29, no 8, p. 343-358 (texte intégral).
- Lynch, 1991 : Three replacement names for preoccupied names in the genus Eleutherodactylus (Amphibia: Leptodactylidae). Copeia, vol. 1991, no 4, p. 1138-1139.